# Victorine Meurent
Victorine Meurent, född 18 februari 1844 i Paris, död 17 mars 1927 i Colombes, var en fransk konstnär och modell. Hon är mest känd för att ha suttit modell för flera av Édouard Manets mest kända målningar, såsom Frukosten i det gröna och Olympia (båda 1863) samt Järnvägen (1873). Hon satt även modell för Alfred Stevens och Edgar Degas. Meurent var dock också själv målare och ställde regelbundet ut på den prestigefyllda Parissalongen.

## Målningar av Manet som porträtterar Meurent

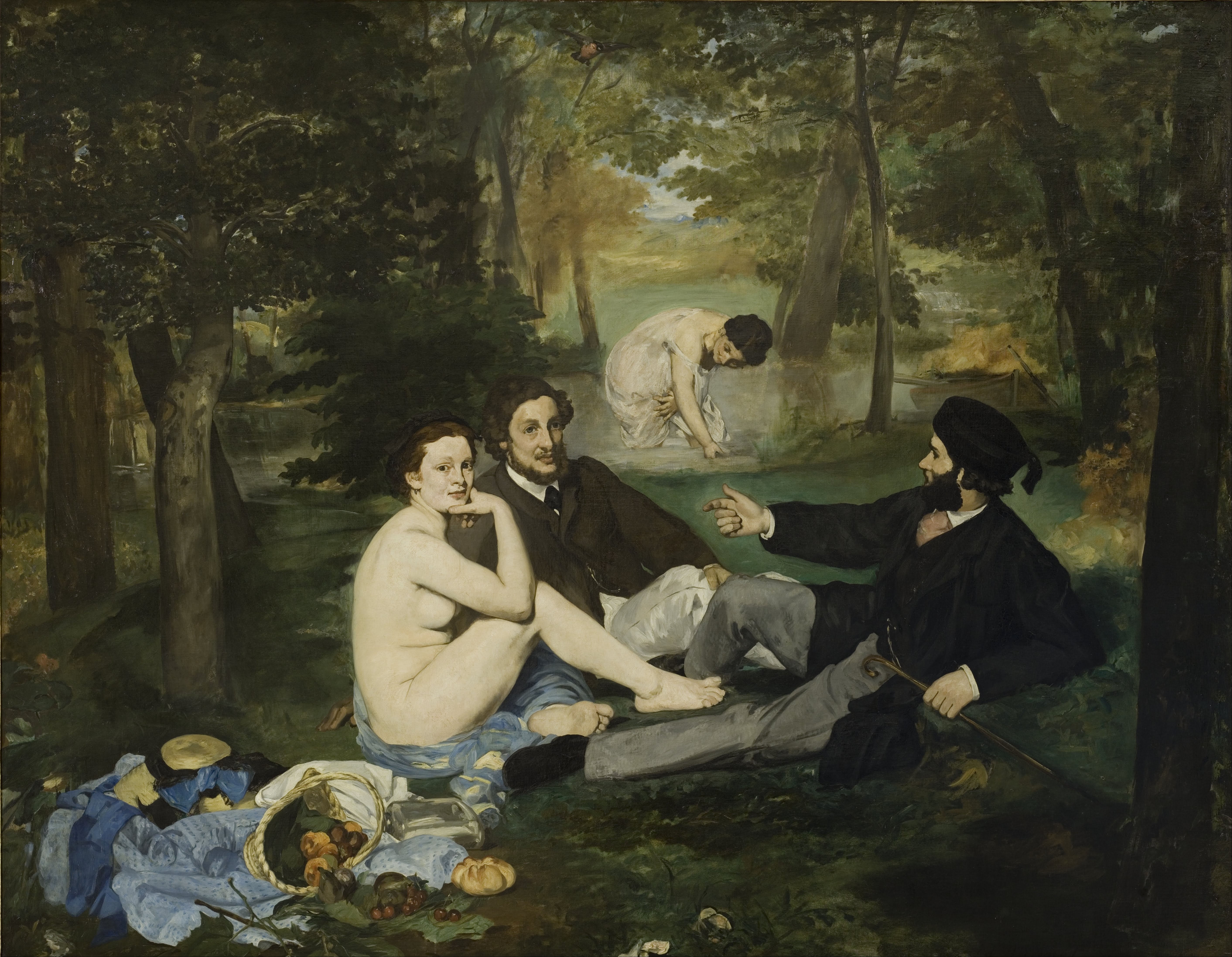
Frukost i det gröna, Musée d'Orsay (1863).
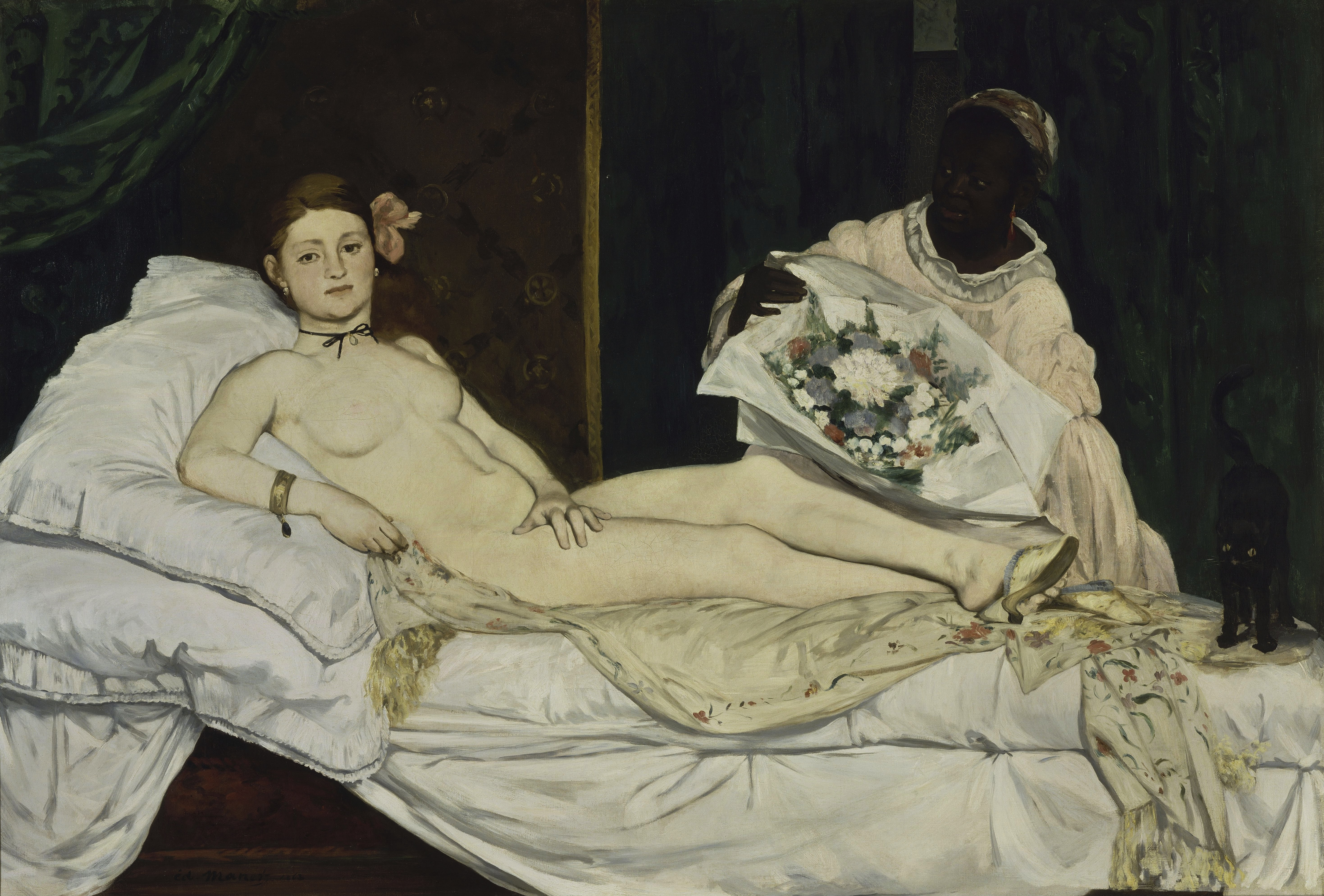
Olympia, Musée d'Orsay (1863).
Järnvägen, National Gallery of Art (1873).